# Альберт Олдман
Альберт Леонард Олдман (англ. Albert Leonard Oldman; 18 листопада 1883 — 15 січня 1961) — британський боксер, олімпійський чемпіон 1908 року. 

## Аматорська кар'єра
Олімпійські ігри 1908
- 1/4 фіналу. Переміг Яна Мірямса (Велика Британія)
- 1/2 фіналу. Пройшов автоматично
- Фінал. Переміг Сідні Еванса (Велика Британія)